# Toyota Fine-X
Toyota Fine-X — концепт-кар компании Toyota. Впервые был показан на Токийском автосалоне в 2005 году

. Автомобиль обладает необычными техническими и ходовыми характеристиками. Новации и дизайнерские решения получили много положительных откликов от журналистов профильных изданий.

## Описание
Силовая установка Fine-X питается от водородного топливного элемента, расположенного под днищем кузова. Установка приводит в движение 4 электромотора, расположенные по одному на каждом диске колеса, что позволяет обеспечить полный привод. Каждое колесо имеет независимую ось и может поворачиваться на 90°. Благодаря этому радиус разворота составляет 1/2 длины автомобиля, иными словами автомобиль может разворачиваться на месте вокруг передних или задних колёс. Также для Fine-X возможна парковка между автомобилями без запаса расстояния для заезда и выезда.
Вместо руля расположен стильный штурвал, как на самолёте. Чтобы увеличить обзор дороги и повысить безопасность движения, на дверных ручках установлены мини-камеры, информация с которых выводится на сенсорный дисплей. Двери автомобиля открываются вверх по принципу крыло чайки.
Toyota не планирует серийный выпуск Fine-X: он был разработан, чтобы показать, какие технологии ожидают автомобилестроение в ближайшем будущем.